# Уильямсон, Тимоти
Ти́моти Уи́льямсон (англ. Timothy Williamson, род. 06.08.1955, Уппсала) — британский философ. Доктор философии (1981). Именной профессор (Wykeham Professor) логики Оксфорда (с 2000 года).
Член Британской академии и Эдинбургского королевского общества, Европейской академии, иностранный член Норвежской АН и литературы и почётный иностранный член Американской академии искусств и наук, почётный член Королевской ирландской академии.

## Биография
Окончил Оксфорд (бакалавр B.A. с первоклассным отличием, учился в 1973-6) по математике и философии. Докторскую степень D.Phil. по философии получил там же, с дисс. по философии Карла Поппера. Науч. рук-ли - William Newton-Smith и Майкл Даммит.
В 1980-1988 годах лектор философии дублинского Тринити-колледжа.
В 1988—1994 годах фелло и лектор философии оксфордского Университетского колледжа.
В 1995—2000 годах профессор логики и метафизики Эдинбургского университета.
В 2004-2005 годах президент Аристотелевского общества.
Член оксфордского Нью-колледжа. Был приглашённым профессором в МИТ, Принстоне, Йеле.
Почётный фелло оксфордского Баллиол-колледжа. Автор называемой эпохальной книги «Знание и его пределы» (Оксфорд, 2000).
Женат на пианистке, трое детей.